# Matic Vrbanec
Matic Vrbanec, slovenski nogometaš, * 28. oktober 1996, Ptuj.
Vrbanec je profesionalni nogometaš, ki igra na položaju vezista. Od leta 2024 je član slovenskega kluba Mura. Ped tem je igral za slovenska kluba Aluminij in Celje. Skupno je v prvi slovenski ligi odigral več kot 220 tekem tekem in dosegel več kot 15 golov, v drugi slovenski ligi pa 57 tekem in sedem golov. Bil je tudi član slovenske reprezentance do 19 in 21 let.